# Michael J. Saylor

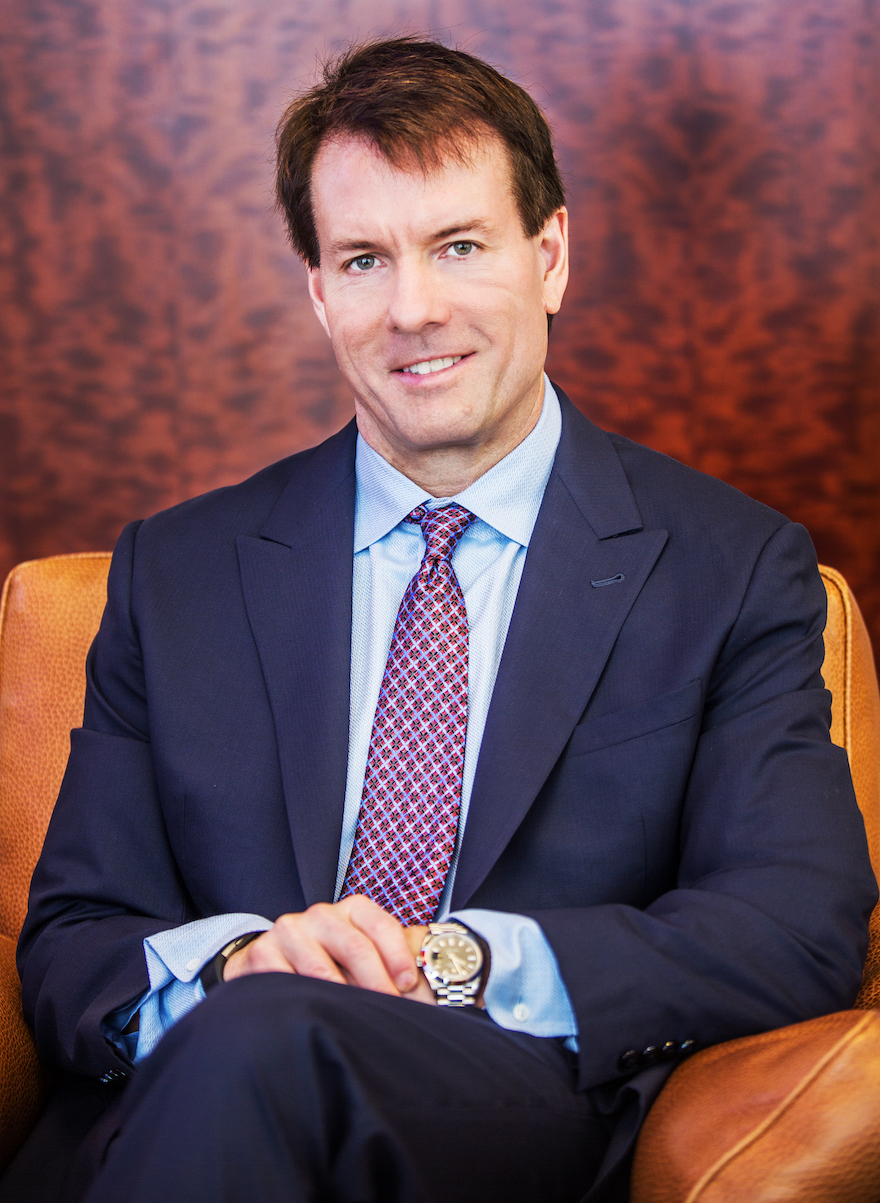
Michael J. Saylor (2016)

Michael J. Saylor (* 4. Februar 1965 in Lincoln, Nebraska) ist ein US-amerikanischer Unternehmer, CEO und eine führende Figur der weltweiten Bitcoin-Community. Er ist Mitbegründer und Leiter von MicroStrategy (heute Strategy Inc). Saylor ist Autor des 2012 erschienenen Buches The Mobile Wave: How Mobile Intelligence Will Change Everything. Er ist auch der alleinige Treuhänder der Saylor Academy, einem Anbieter von kostenloser Online-Bildung. Im Jahr 2016 wurden Saylor 31 Patente erteilt und 9 weitere Anmeldungen sind in Prüfung.

## Leben
Saylor wurde am 4. Februar 1965 in Lincoln, Nebraska geboren und verbrachte seine frühen Jahre auf verschiedenen Luftwaffenstützpunkten auf der ganzen Welt, da sein Vater ein Chief Master Sergeant der United States Air Force war. Als Saylor 11 Jahre alt war, ließ sich die Familie in Fairborn, Ohio, in der Nähe der Wright-Patterson Air Force Base nieder.
1983 schrieb sich Saylor mit einem Stipendium des Air Force ROTC am Massachusetts Institute of Technology (MIT) ein. Er trat der Studentenverbindung Theta Delta Chi bei, durch die er den späteren Mitbegründer von MicroStrategy, Sanju K. Bansal, kennenlernte. Er schloss sein Studium am MIT 1987 mit einem Doppelstudium in Luft- und Raumfahrttechnik sowie Wissenschaft, Technologie und Gesellschaft ab.
Sein gesundheitlicher Zustand hinderte ihn daran, Pilot zu werden. Stattdessen bekam er 1987 einen Job bei einer Beratungsfirma, The Federal Group, Inc. wo er sich auf die Modellierung von Computersimulationen für eine Software-Integrationsfirma konzentrierte. 1988 wurde Saylor interner Berater bei DuPont, wo er Computermodelle entwickelte, um dem Unternehmen zu helfen, Veränderungen in seinen Schlüsselmärkten zu antizipieren. Die Simulationen sagten voraus, dass es 1990 in vielen der wichtigsten Märkte von DuPont eine Rezession geben würde.

## MicroStrategy / Strategy
Mit den Geldern von DuPont gründete Saylor zusammen mit Sanju Bansal, seinem MIT-Verbindungsbruder, MicroStrategy (seit 2025 Strategy Inc). Das Unternehmen begann mit der Entwicklung von Software für Data Mining und konzentrierte sich dann auf Software für Business Intelligence. 1992 gewann MicroStrategy einen 10-Millionen-Dollar-Vertrag mit McDonald’s, um Anwendungen zur Analyse der Effizienz seiner Werbeaktionen zu entwickeln. Der Vertrag mit McDonald’s führte Saylor zu der Erkenntnis, dass sein Unternehmen eine Business Intelligence-Software entwickeln könnte, die es Unternehmen ermöglicht, ihre eigenen Daten für Einblicke in ihr Geschäft zu nutzen.
Saylor brachte das Unternehmen im Juni 1998 an die Börse, mit einem anfänglichen Aktienangebot von 4 Millionen Aktien zum Preis von $12 pro Stück. Der Aktienkurs verdoppelte sich bereits am ersten Handelstag. Er besitzt über 39.521 Einheiten des Unternehmens im Wert von über $4.804.963. Anfang 2000 erreichte Saylors Nettovermögen 7 Milliarden Dollar, und der Washingtonian berichtete, dass er der reichste Mann in der Region Washington, D.C. war.
1996 wurde Saylor zum KPMG Washington High-Tech Entrepreneur of the Year ernannt. 1997 ernannte Ernst & Young Saylor zum „Software Entrepreneur of the Year“, und im darauffolgenden Jahr zeichnete ihn das Red Herring Magazine als einen der Top 10 Entrepreneurs für 1998 aus. Saylor wurde außerdem 1999 von der MIT Technology Review als „Innovator unter 35“ vorgestellt.

### Untersuchung durch die SEC
Im März 2000 erhob die U.S. Securities and Exchange Commission (SEC) Anklage gegen Saylor und zwei weitere MicroStrategy-Führungskräfte, weil das Unternehmen die Finanzergebnisse für die beiden vorangegangenen Jahre nicht korrekt ausgewiesen hatte. Im Dezember 2000 schloss Saylor einen Vergleich mit der SEC, ohne ein Fehlverhalten einzugestehen, und zahlte $350.000 Strafe und eine persönliche Entschädigung von $8,3 Mio. Infolge der Ergebnisanpassung verlor die Aktie des Unternehmens an Wert und Saylors Nettovermögen sank um 6 Milliarden Dollar.

### Kritik an COVID-19-Maßnahmen
In einem 3000 Wörter umfassenden Memo an alle MicroStrategy-Mitarbeiter vom 16. März 2020 mit dem Titel „My Thoughts on COVID-19“ kritisierte Saylor die damals empfohlenen Gegenmaßnahmen gegen die Krankheit, in dem er sagte, diese seien „soul-stealing and debillitating [sic] to embrace the notion of social distancing & economic hibernation“, und voraussagte, dass im schlimmsten Fall die globale Lebenserwartung nur „um ein paar Wochen nach unten gehen“ würde. Saylor weigerte sich auch, die Büros von MicroStrategy zu schließen, es sei denn, er sei gesetzlich dazu verpflichtet. Der vollständige Inhalt des Memos erschien nur wenige Minuten lang auf Reddit und wurde im Washington Business Journal erneut veröffentlicht.

### Investment in Bitcoin
Auf der vierteljährlichen Ergebnis-Telefonkonferenz von MicroStrategy im Juli 2020 kündigte Saylor seine Absicht an, dass MicroStrategy den Kauf von Bitcoin, Gold oder anderen alternativen Vermögenswerten erkunden würde, anstatt Bargeld zu halten. Im darauffolgenden Monat verwendete MicroStrategy 250 Millionen Dollar aus seinem Bargeldbestand, um 21.454 Bitcoins zu kaufen.
MicroStrategy fügte später im September 2020 $175 Millionen Bitcoins zu seinen Beständen hinzu und weitere $ 50 Millionen Anfang Dezember 2020. Am 11. Dezember 2020 gab MicroStrategy bekannt, dass es $650 Mio. an wandelbaren vorrangigen Schuldverschreibungen verkauft und damit Schulden aufgenommen hat, um seine Bitcoin-Bestände auf einen Wert von über $1 Mrd. zu erhöhen. Am 21. Dezember 2020 gab MicroStrategy bekannt, dass ihr Gesamtbestand 70.470 Bitcoins umfasst, die für 1,125 Milliarden Dollar zu einem Durchschnittspreis von 15.964 Dollar pro Bitcoin gekauft wurden. Mit Stand vom 24. Februar 2021 umfasst der Bestand 90.531 Bitcoins, die für 2,171 Milliarden US-Dollar zu einem Durchschnittspreis von 23.985 US-Dollar pro Bitcoin erworben wurden. Saylor, der 70 % der MicroStrategy-Aktien kontrolliert, wies Bedenken von Beobachtern zurück, dass MicroStrategy durch diesen Schritt zu einer Bitcoin-Investmentfirma oder einem börsengehandelten Fonds (ETF) wird.
Zum Ende des ersten Quartals 2024 meldete MicroStrategy nach weiteren Zukäufen einen Bitcoinbestand von 214.400 BTC.

## The Mobile Wave
Im Juni 2012 veröffentlichte Saylor das Buch „The Mobile Wave: How Mobile Intelligence Will Change Everything“, erschienen bei Perseus Books, in dem er Trends in der Mobiltechnologie und ihre zukünftigen Auswirkungen auf Handel, Gesundheitswesen, Bildung und die Entwicklungsländer diskutiert. Das Buch erschien auf der New York Times-Bestsellerliste, wo es im August 2012 auf Platz sieben der gebundenen Sachbücher stand, und wurde im Juli 2012 auf Platz fünf der Hardcover-Wirtschaftsbücher in der Bestsellerliste des Wall Street Journal geführt.

## Saylor Academy
Im Jahr 1999 gründete Saylor die Saylor Foundation (später Saylor Academy genannt), deren alleiniger Treuhänder er ist. Zur Unterstützung seines Ziels, allen Schülern kostenlose Bildung zugänglich zu machen, wurde 2008 Saylor.org als die Initiative für kostenlose Bildung der Saylor Foundation ins Leben gerufen. Die Seite bietet mittlerweile rund 100 College-Kurse mit kostenlosen Inhalten von Universitäten wie dem MIT und der Carnegie Mellon University, auf die Studenten zugreifen können, ohne einen Zulassungsprozess durchlaufen zu müssen.